# 창원용호고등학교
창원용호고등학교(昌原龍湖高等學校)는 대한민국 경상남도 창원시 성산구 용호동에 있는 공립 고등학교이다.

## 학교 연혁
- 2002년 1월 3일 : 창원용호고등학교 신설 조례 공포
- 2002년 3월 5일 : 제1회 입학식(561명)
- 2002년 6월 22일 : 본교 건물 준공
- 2023년 2월 9일 : 제19회 졸업식(9학급 197명, 누계 6,350명)
- 2023년 3월 2일 : 제22회 입학식(8학급 193명)
- 2023년 9월 1일 : 제8대 김주석 교장 부임

## 참고 자료
- 창원용호고등학교 - 한국교육학술정보원 학교알리미